# Горня-Грабовица
Горня-Грабовица (серб. Горња Грабовица) — населённый пункт в Сербии, Колубарском округе, общине Ваьево.

## Население
В селе проживает 1366 жителей, из которых совершеннолетних — 1079. Средний возраст — 37,3 года (у мужчин — 36,4 года, у женщин — 38,2 года). В населённом пункте есть 460 домохозяйств, среднее число членов в которых — 2,97.
|          | Этносы | Численность |
| -------- | ------ | ----------- |
|          | Сербы  | 948         |
| Цыгане   | 398    |             |
| Югославы | 4      |             |

## Галерея

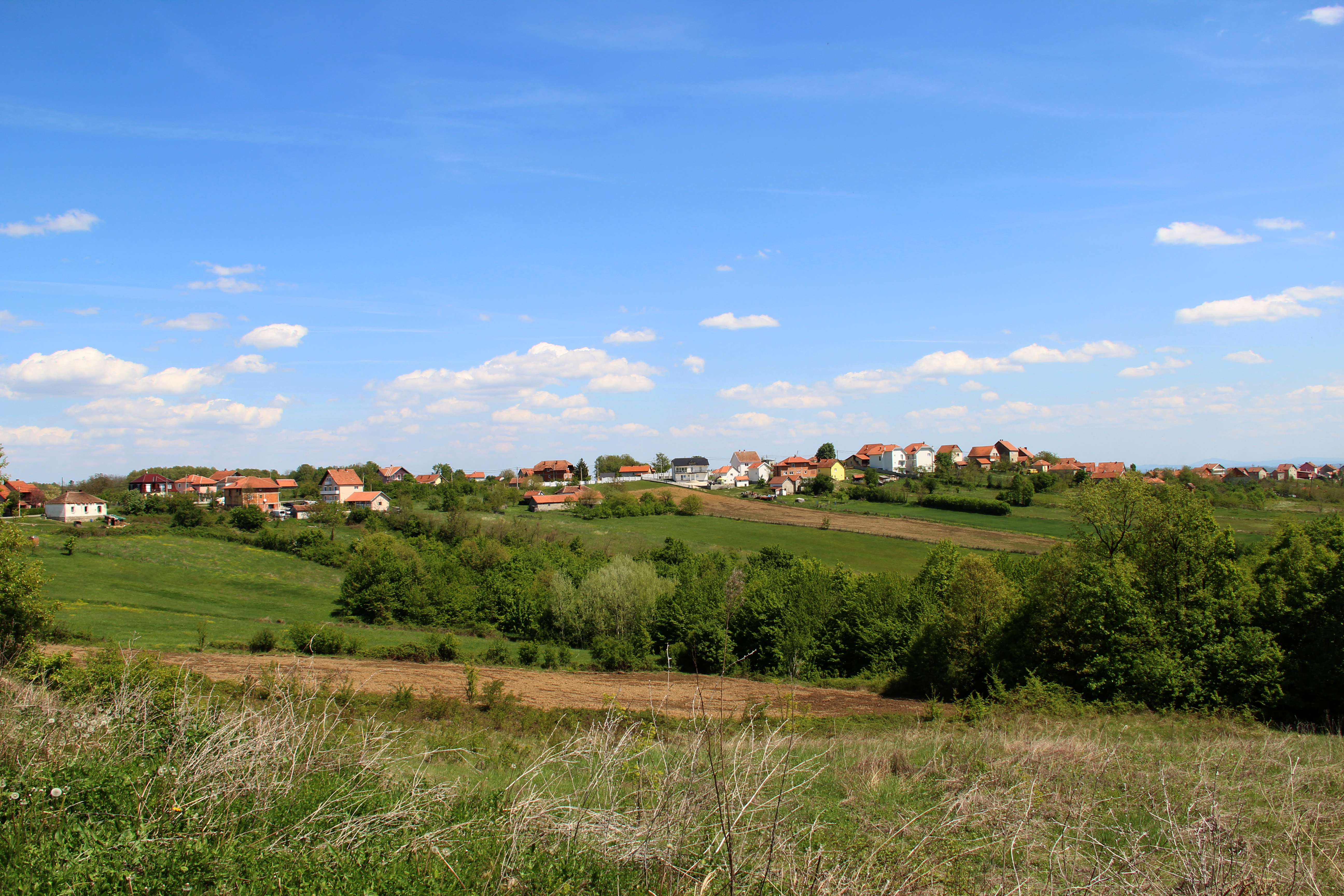
деревня Горња Грабовица - панорама
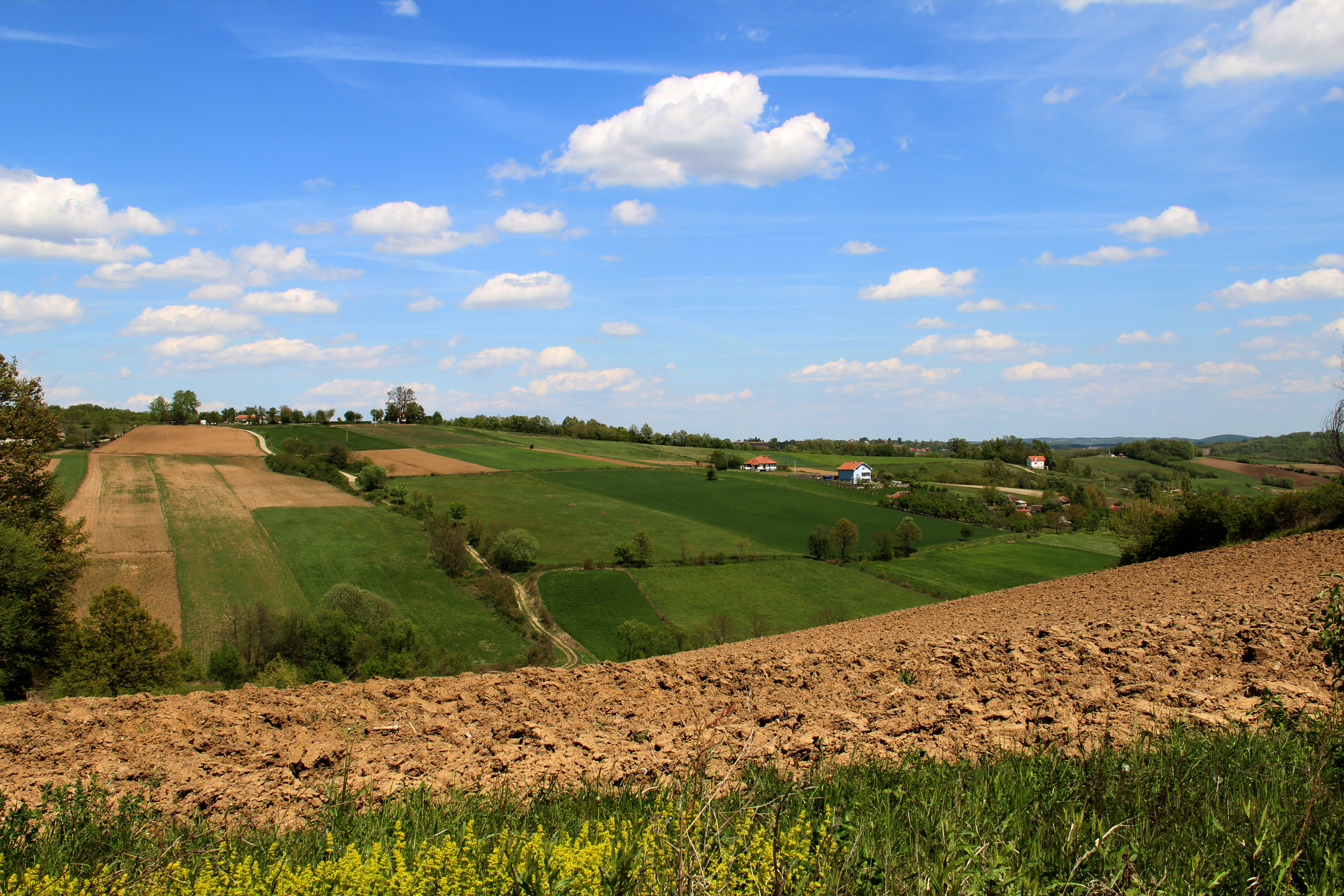
деревня Горња Грабовица - панорама
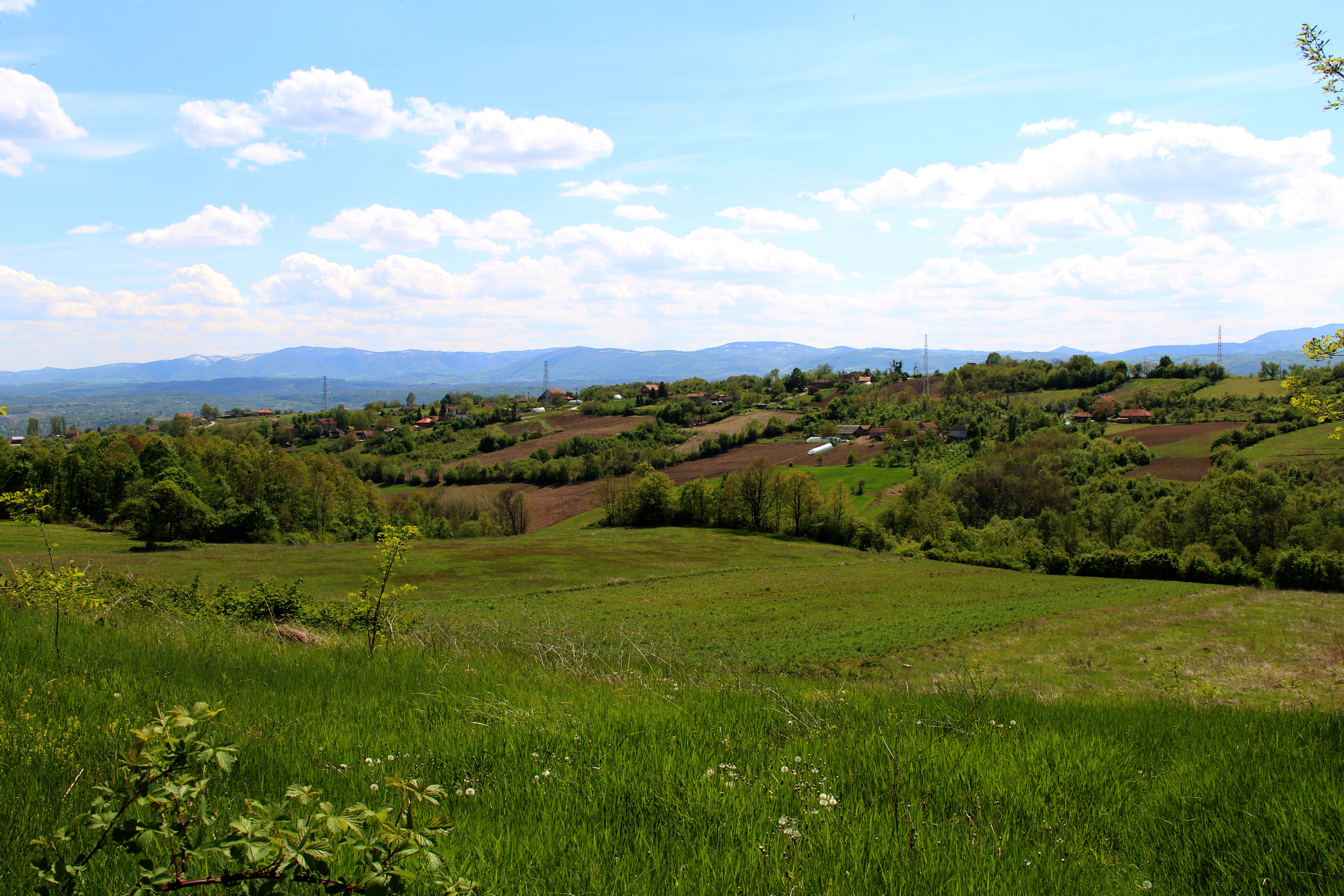
деревня Горња Грабовица - панорама
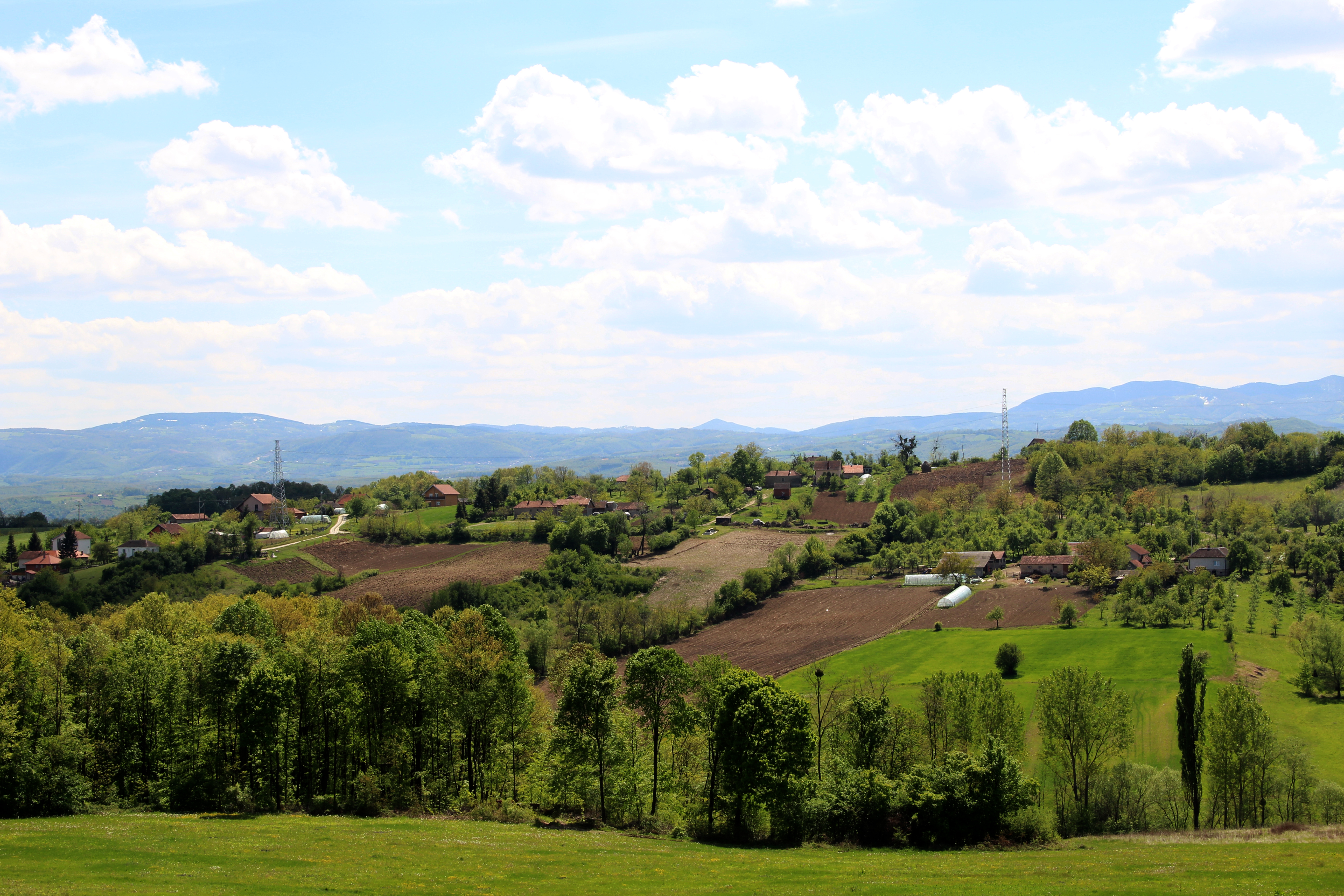
деревня Горња Грабовица - панорама
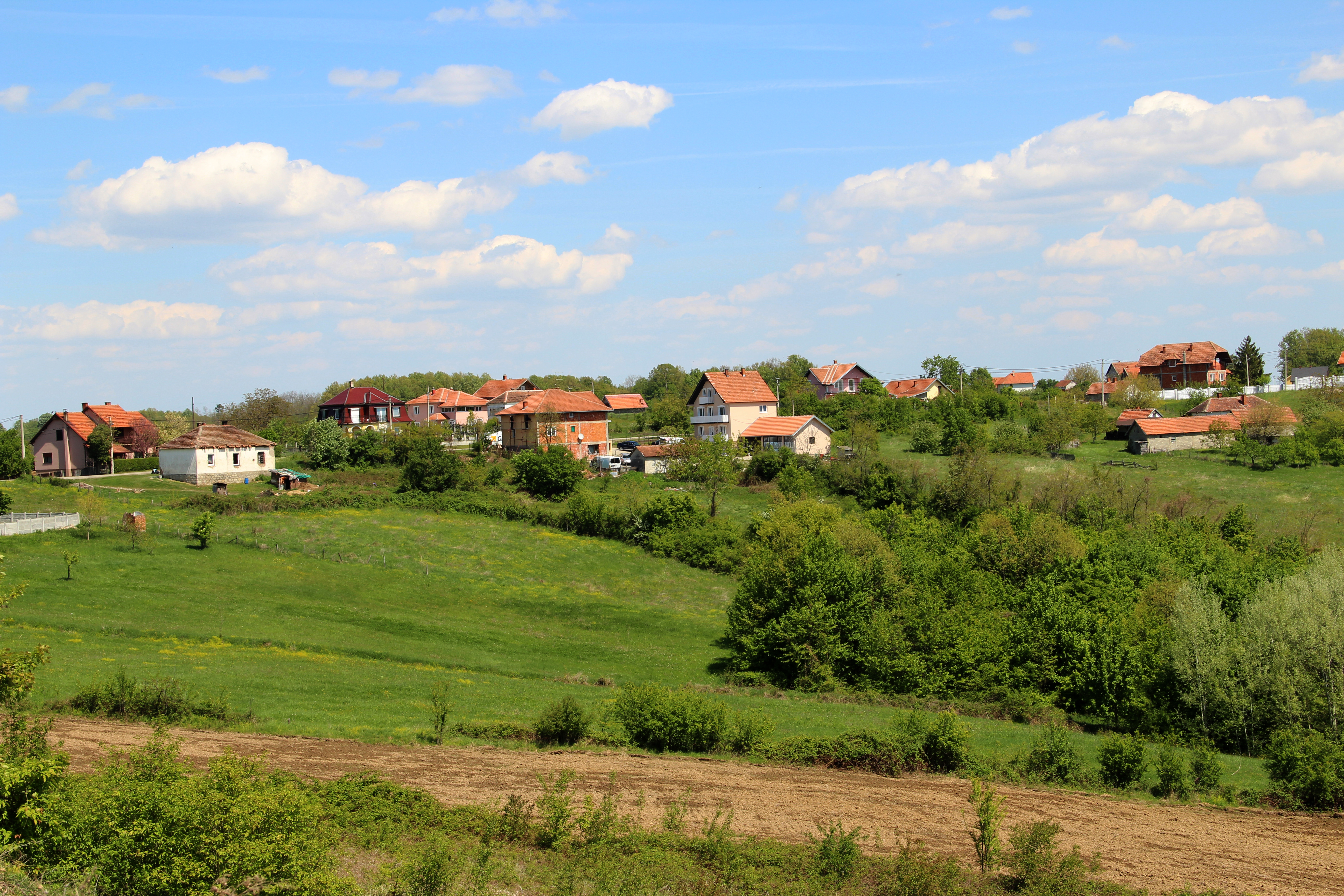
деревня Горња Грабовица - панорама
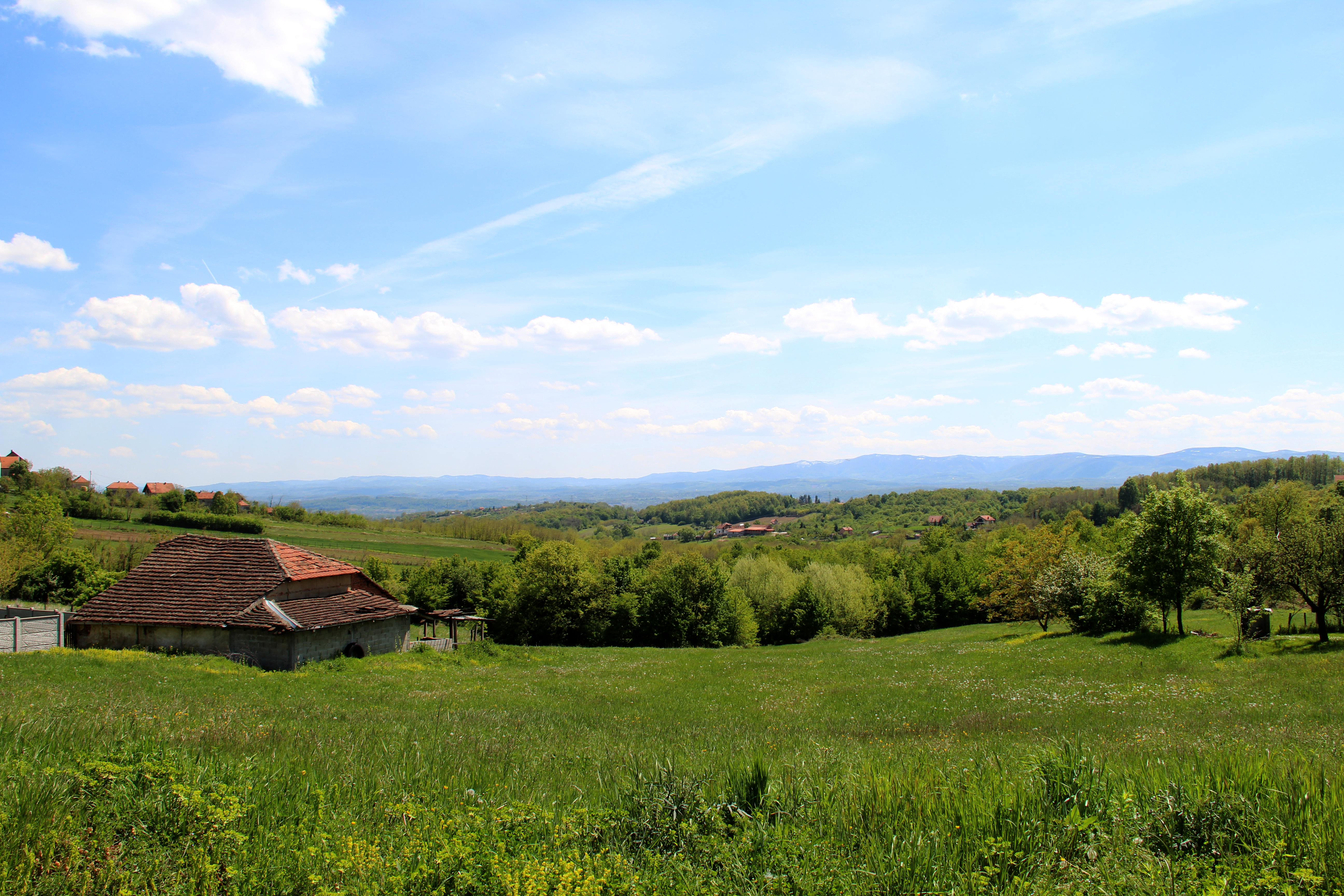
деревня Горња Грабовица - панорама
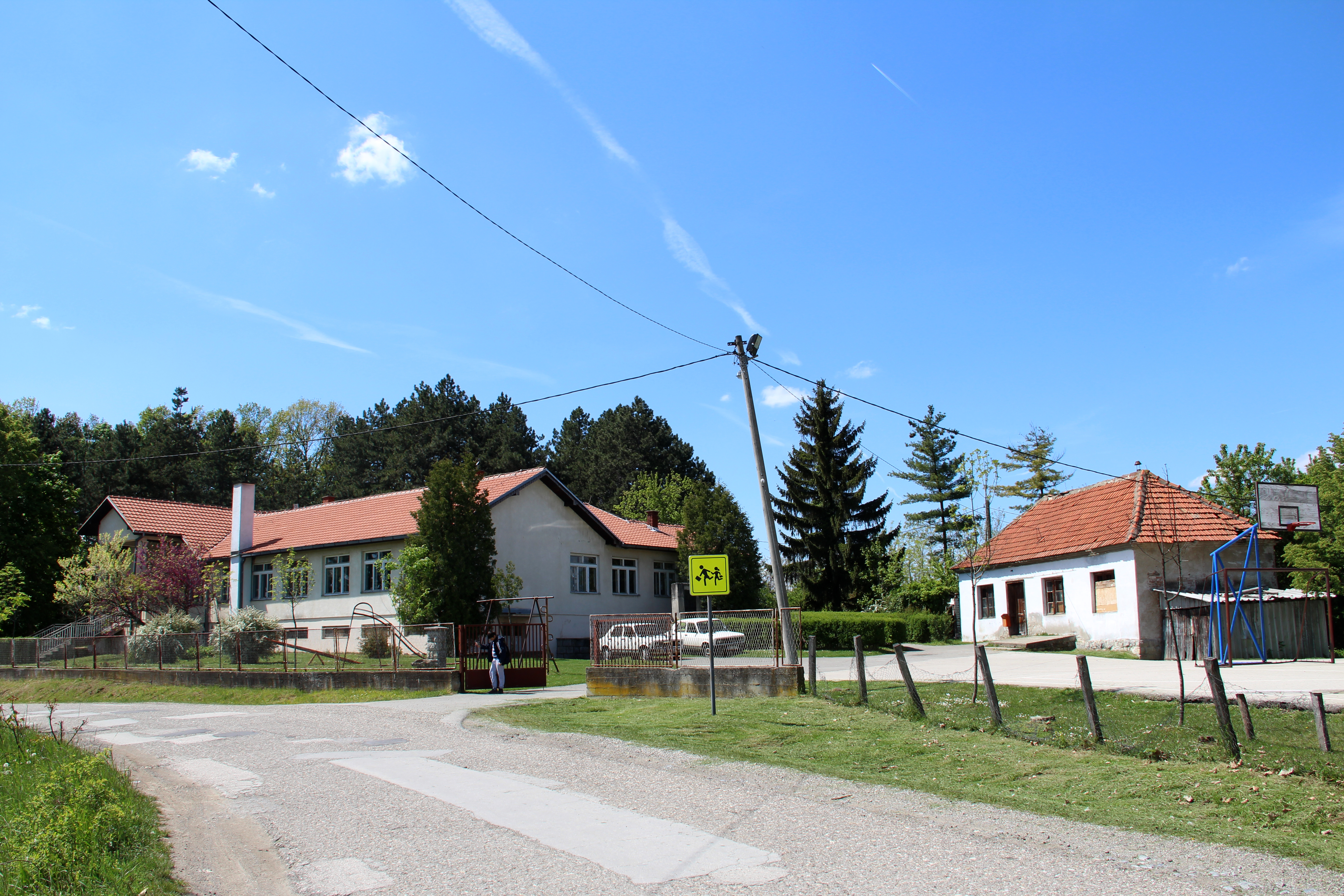
деревня Горња Грабовица - сельские школы